# جاك بليس
جاك بليس (بالإنجليزية: Jack Bliss)‏ هو لاعب كرة قاعدة أمريكي، ولد في 9 يناير 1882 في فانكوفر في الولايات المتحدة، وتوفي في 23 أكتوبر 1968 في تيمبل سيتي في الولايات المتحدة.

## وصلات خارجية
- جاك بليس على موقعبيزبول رفرنس.كوم (الدوري الرئيسي) (الإنجليزية)
- جاك بليس على موقعبيزبول رفرنس.كوم (الدوري الثانوي) (الإنجليزية)